# 邦苏猪笼草
邦苏猪笼草（学名：Nepenthes bongso）是苏门答腊特有的热带食虫植物，存在于海拔1000米至2700米处。其种加词“bongso”来自于印度尼西亚神话中默拉皮火山的守护神“Putri Bungsu”，其字面意思为“最小的女儿”。
邦苏猪笼草新开捕虫笼的颜色较浅，一段时间后唇即变为黑色，而笼身转为红褐色。某些变型的唇极宽大，可超过维奇猪笼草（N. veitchii）。
在食虫植物数据库中，分类学家简·斯洛尔（Jan Schlauer）认为容洪猪笼草（N. junghuhnii）可能是邦苏猪笼草的同物异名。

## 植物学史
彼得·威廉·科萨尔在他1839年发表的专著《关于猪笼草属》中正式描述了邦苏猪笼草。
肉瘤猪笼草（N. carunculata）被认为是邦苏猪笼草的一个同物异名。1994年，约阿希姆·那兹和安德烈亚斯·维斯图巴描述了该类群的一个变种——强壮肉瘤猪笼草（N. carunculata var. robusta）。该类群的可变性极大，其唇宽大，平展。

## 相关物种

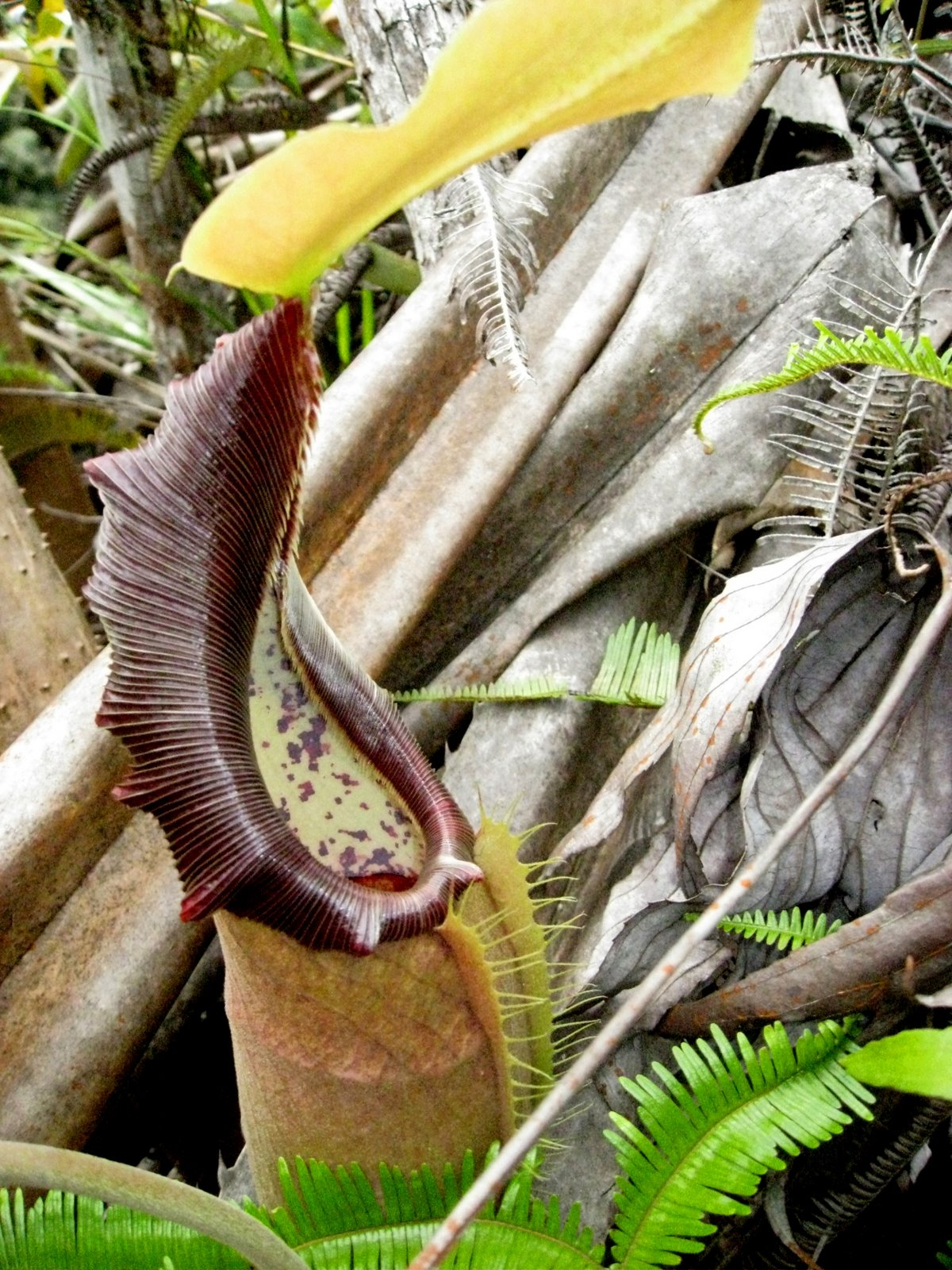
邦苏猪笼草成熟的捕虫笼

| 邦苏猪笼草、疑惑猪笼草、塔蓝山猪笼草和细猪笼草之间形态特征的差别 |              |                               |                                       |                          |
| 形态特征                                                         | 邦苏猪笼草   | 疑惑猪笼草                    | 塔蓝山猪笼草                          | 细猪笼草                 |
| 上位笼的形状                                                     | 管状－漏斗形 | 下半部为管状， 上半部为漏斗形 | 下半部为管状至窄漏斗形， 上半部为卵形 | 宽漏斗形，在唇下略微收缩 |
| 笼盖                                                             | 圆形         | 窄楔形                        | 宽卵形                                | 非常窄的椭圆形           |
| 上位笼的长宽比                                                   | 3.3          | 1.9                           | 2.3                                   | 1.75                     |

## 自然杂交种
已发现了以下关于邦苏猪笼草的自然杂交种：
- N. bongso × N. gymnamphora[10]
- N. bongso × N. singalana[10]
- N. bongso × N. talangensis[10]

在B·H·丹瑟1928年发表的著作《荷属东印度群岛的猪笼草科植物》中提到，他发现了邦苏猪笼草与梳状猪笼草的自然杂交种（N. bongso × N. pectinata）。但在12年后，B·H·丹瑟改变了自己的看法，将其描述为密花猪笼草（N. densiflora）。

## 扩展阅读
- 食虫植物照片搜寻引擎中邦苏猪笼草的照片 （页面存档备份，存于）
- 食虫植物照片搜寻引擎中强壮肉瘤猪笼草的照片 （页面存档备份，存于）

 维基共享资源上的相關多媒體資源：邦苏猪笼草
 維基物種上的相關：邦苏猪笼草